# 1810年高等民事法院法令
《1810年高等民事法院法令》（50 Geo. III c. 112）是英國國會的一項法令，旨在改革蘇格蘭高等民事法院。該法令是《1808年高等民事法院法令》的後續法令，旨在改革高等民事法院，並設立兩個分院，即內院及外院。
通過該法令後，改革仍繼續進行：《1813年高等民事法院法令》確立了外院的最終形式；《1815年陪審團審訊（蘇格蘭）法令》引入了陪審制度。
該法令由《1988年高等民事法院法令》廢除。